# Albion Rrahmani
Albion Rrahmani (* 31. August 2000 in Podujevo, BR Jugoslawien; heute Kosovo) ist ein kosovarischer Fußballspieler, der zurzeit beim tschechischen Erstligisten Sparta Prag unter Vertrag steht.

## Karriere
Rrahmani wurde im Jahr 2000 in der Stadt Podujeva geboren. Seine Jugendkarriere begann er beim lokalen Klub KF Llapi. Im Alter von 18 Jahren pausierte Rrahmani seine aktive Karriere für ein halbes Jahr. Im Sommer 2019 folgte der Wechsel in die Liga e Dytë zu KF Minatori Magura. Dort wurde er mit 16 Treffern Torschützenkönig. Nach einem halben Jahr wechselte Rrahmani zum Ligakonkurrenten KF Bashkimi Koretin. Zur Saison 2020/21 folgte der Wechsel in die zweite Liga des Kosovo zum KF Malisheva. Nach einem erfolgreichen Jahr stieg Rrahmani mit dem KF Malisheva zum ersten Mal in die kosovarische Superliga auf. Aufgrund seiner vielen Torbeteiligungen erhielt er das Pseudonym „Lewandowski aus Malisheva“ (Lewandowski i Malisheves).
Im Sommer 2021 wechselte Rrahmani ablösefrei zu KF Ballkani. In seiner ersten Spielzeit erzielte Rrahmani in 14 Spielen zwei Tore und gewann den Meistertitel. Im Jahr darauf wurde Rrahmani mit 22 Toren in 35 Spielen Torschützenkönig der kosovarischen Liga und gewann den Meistertitel zum zweiten Mal in Folge. In den Qualifikationsspielen für die UEFA Conference League erzielte Rrahmani in acht Spielen neun Treffer.
Zur Saison 2023/24 wechselte Rrahmani in die rumänische Erste Liga zu FC Rapid Bucurest und wurde somit der teuerste Transfer in der kosovarischen Liga. Bei seinem Debüt am 25. August erzielte Rrahmani gleich zwei Treffer im Spiel gegen FCU 1948 Craiova.
2024 wurde Albion Rrahmani von Sparta Prag abgekauft für 5 Mio. Euro.